# Leontopodium stoechas
Leontopodium stoechas là một loài thực vật có hoa trong họ Cúc. Loài này được unranked. x dedekensii Hand.-Mazz. mô tả khoa học đầu tiên.